# Parafia Najświętszego Serca Jezusowego w Trzebiczu
Parafia Najświętszego Serca Jezusowego w Trzebiczu – parafia rzymskokatolicka, terytorialnie i administracyjnie należąca do diecezji zielonogórsko-gorzowskiej, do dekanatu Drezdenko. W parafii posługują księża diecezjalni. Według stanu na styczeń 2020 proboszczem parafii był ks. Tadeusz Wołoszyn. 